# Ferdinand Tönnies

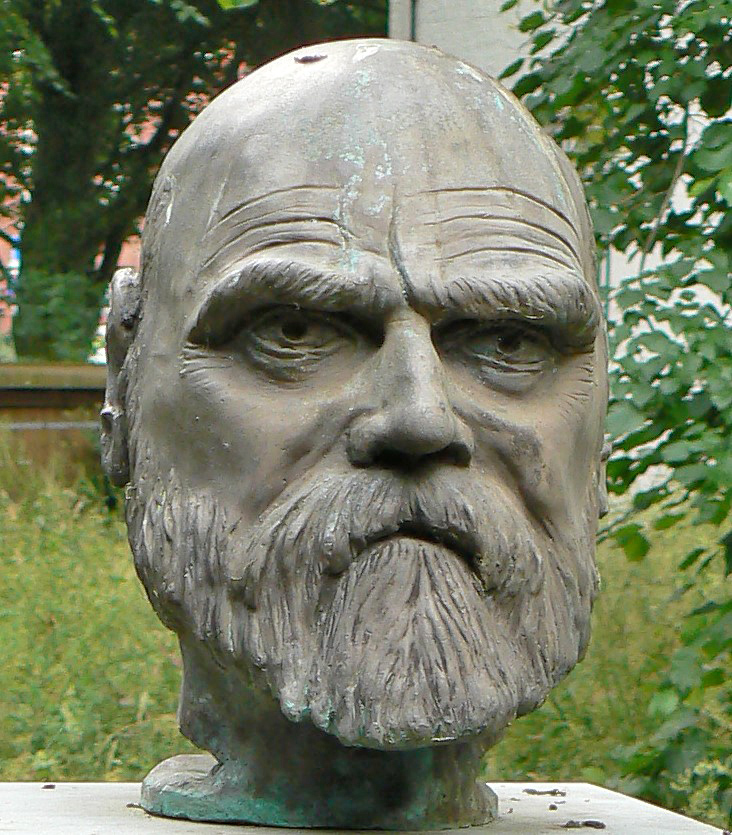
Fragmnet pomnika

Ferdinand Tönnies (ur. 26 lipca 1855 koło Oldenswortu, zm. 9 kwietnia 1936 w Kilonii) – niemiecki socjolog i filozof.
Od 1913 profesor uniwersytetu w Kilonii.

## Poglądy i koncepcje
Tönnies wpisuje się w tradycję socjologii rozumiejącej. Inspirował się filozofią Karola Marksa, Thomasa Hobbesa oraz Artura Schopenhauera. Jego zdaniem społeczeństwo ma swe źródła w woli tworzących je jednostek, ale jest jednocześnie bytem wobec jednostek nadrzędnym i od nich niezależnym.
Twórca koncepcji więzi społecznej, na którą składają się dwa typy zbiorowości społecznej: wspólnota (niem. Gemeinschaft) i zrzeszenie (stowarzyszenie) (niem. Gesellschaft) - zgodnie z polskim tłumaczeniem. Jedno z dokonanych badań wysnuwa twierdzenie, że istotą historycznej analizy Tönniesa jest tradycyjna wspólnota i nowoczesne społeczeństwo (a nie stowarzyszenie), a ściślej społeczeństwo cywilne.
Gemeinschaft to rodzaj stosunków społecznych oparty przede wszystkim na "woli organicznej" opartej głównie na emocjach. Łączy jednostki, rozumiane jako pełne osobowości, na podstawie bliskości emocjonalnej i ogarnia całe ich życie.
Gesellschaft to rodzaj stosunków społecznych o charakterze formalno-rzeczowym, opartych na "woli arbitralnej", na racjonalnej kalkulacji, umowie i wymianie (regulowanych przez formalne prawo). Łączy jednostki jedynie w aspekcie wykonywania przez nie określonych ról społecznych.
Typologia ta odnosi się zarówno do różnych rodzajów społeczeństw w wymiarze historycznym (wspólnota była typowym sposobem uspołecznienia w tradycyjnym społeczeństwie agrarnym, stowarzyszenie - w kapitalistycznym społeczeństwie przemysłowym), jak i do różnych typów więzi występujących w ramach jednego społeczeństwa (wspólnota jest rodzajem więzi charakterystycznym dla rodziny czy społeczności lokalnej, stowarzyszenie dla życia w nowoczesnym mieście).
Jedną z koncepcji Tönniesa było otwarcie się państw i ustanowienie światowej republiki. Zakładała ona, że państwa zrzeszą się w jeden twór polityczny, w którym najwyższe stanowiska będą zajmować uczeni oraz myśliciele. Jedną z głównych idei było stworzenie społeczeństwa pacyfistycznego. Autor wskazywał na dużą rolę mediów (prasy) jaką miała odegrać w procesie scalania się krajów. W swoich utopijnych wizjach zachowuje jednak dystans, zaznaczając, że siła tożsamości grup zawsze będzie mieć duże znaczenie

## Publikacje
- Gemeinschaft und Gesellschaft, Darmstadt [1887] (Wspólnota i stowarzyszenie wyd. pol. 1988).
- Thomas Hobbes. Leben und Lehre, Stuttgart: Frommann, 1896 (wyd. drugie jako Thomas Hobbes, der Mann und der Denker, 1910, wyd. pol. Tomasz Hobbes: Życie jego i nauka, Łódź 1903)
- "Der Nietzsche-Kultus", Tönnies-Forum [1897] 2005..
- Kritik der öffentlichen Meinung, Berlin/New York (Ferdinand Tönnies Gesamtausgabe, tom. 14) [1922] 2002.
- Einführung in die Soziologie, 1931.
- Geist der Neuzeit, Berlin/New York (Ferdinand Tönnies Gesamtausgabe, tom. 22) (1935) 1998.
- Lars Clausen, Alexander Deichsel, Cornelius Bickel, Carsten Schlüter-Knauer, Uwe Carstens (red.), Ferdinand Tönnies Gesamtausgabe [TG], 24 vol., Berlin/New York: Walter de Gruyter 1998-.
- Soziologische Schriften 1889-1905, ed. Rolf Fechner, Profil-Verlag, Munich/Vienna 2008.
- Schriften und Rezensionen zur Anthropologie, ed. Rolf Fechner, Profil-Verlag, Munich/Vienna 2009.
- Schriften zu Friedrich Schiller, ed. Rolf Fechner, Profil-Verlag, Munich/Vienna 2009.
- Schriften und Rezensionen zur Religion, ed. Rolf Fechner, Profil-Verlag, Munich/Vienna 2010.
- Geist der Neuzeit, ed. Rolf Fechner, Profil-Verlag, Munich/Vienna 2010.
- Schriften zur Staatswissenschaft, ed. Rolf Fechner, Profil-Verlag, Munich/Vienna 2010.